# Discografia di Jay-Z
Questa pagina contiene la discografia del rapper statunitense Jay-Z. Nel 2009, in seguito all'uscita dell'album The Blueprint 3, Jay Z è diventato l'artista ad avere avuto il maggior numero di album entrati in classifica alla prima posizione, superando Elvis Presley.

## Album

### Album in studio
| Anno | Titolo | Posizione più alta | Posizione più alta | Posizione più alta | Posizione più alta | Vendite                                                                              | Certificazioni                                                             |
| Anno | Titolo | US                 | US R&B             | CAN                | UK                 | Vendite                                                                              | Certificazioni                                                             |
| ---- | --- | ------------------ | ------------------ | ------------------ | ------------------ | ------------------------------------------------------------------------------------ | -------------------------------------------------------------------------- |
| 1996 | Reasonable Doubt - Pubblicato: 25 giugno 1996 - Etichetta: Roc-A-Fella/Priority                                          | 23                 | 3                  | —                  | —                  | - US: 1,514,000 - Regno Unito: 60.000                                                | - US: Platino - UK: Argento                                                |
| 1997 | In My Lifetime, Vol. 1 - Pubblicato: 4 novembre 1997 - Etichetta: Roc-A-Fella/Def Jam                                    | 3                  | 2                  | —                  | —                  | - US: 1,412,000                                                                      | - US: Platino                                                              |
| 1998 | Vol. 2... Hard Knock Life - Pubblicato: 29 settembre 1998 - Etichetta: Roc-A-Fella/Def Jam                               | 1                  | 1                  | 13                 | —                  | - US: 5,709,000 - CAN: 80.000 - UK: 60.000                                           | - US: 5xPlatino - CAN: Platino - UK: Argento                               |
| 1999 | Vol. 3... Life and Times of S. Carter - Pubblicato: 28 dicembre 1999 - Etichetta: Roc-A-Fella/Def Jam                    | 1                  | 1                  | 8                  | —                  | - US: 3,693,000 - UK: 60.000 - CAN: 50.000                                           | - US: 3xPlatino - CAN: Oro - UK: Argento                                   |
| 2000 | The Dynasty: Roc La Familia - Pubblicato: 25 ottobre 2000 - Etichetta: Roc-A-Fella/Def Jam                               | 1                  | 1                  | 5                  | —                  | - US: 2,521,000 - UK: 60.000                                                         | - US: 2xPlatino - UK: Argento                                              |
| 2001 | The Blueprint - Pubblicato: 11 settembre 2001 - Etichetta: Roc-A-Fella/Def Jam                                           | 1                  | 1                  | 3                  | 30                 | - US: 2,000,000 - CAN: 80.000 - UK: 100.000                                          | - US: 2xPlatino - CAN: Platino - UK: Oro                                   |
| 2002 | The Blueprint²: The Gift & the Curse - Pubblicato: 12 novembre 2002 - Etichetta: Roc-A-Fella/Def Jam                     | 1                  | 1                  | 8                  | 23                 | - US: 3,600,000 - CAN: 200.000 - UK: 100.000                                         | - US: 3xPlatino - CAN: 2xPlatino - UK: Oro                                 |
| 2003 | The Black Album - Pubblicato: 14 novembre 2003 - Etichetta: Roc-A-Fella/Def Jam                                          | 1                  | 1                  | 9                  | 34                 | - US: 3,645,000 - CAN: 100.000 - UK: 100.000                                         | - US: 3xPlatino - CAN: Platino - UK: Platino                               |
| 2006 | Kingdom Come - Pubblicato: 21 novembre 2006 - Etichetta: Roc-A-Fella/Def Jam                                             | 1                  | 1                  | 6                  | 35                 | - US: 2,910,000 - CAN: 100.000 - UK: 100.000                                         | - US: 2xPlatino - CAN: Platino - UK: Oro                                   |
| 2007 | American Gangster - Pubblicato: 6 novembre 2007 - Etichetta: Roc-A-Fella/Def Jam                                         | 1                  | 1                  | 3                  | 30                 | - US: 1.000.000 - CAN: 50.000 - UK: 60.000                                           | - US: Platino - CAN: Oro - UK: Argento                                     |
| 2009 | The Blueprint 3 - Pubblicato: 8 settembre 2009 - Etichetta: Roc Nation/Atlantic Records                                  | 1                  | 1                  | 1                  | 4                  | - US: 1,697,000 - CAN: 80.000 - UK: 300.000 - FRA: 150.000 - AUS: 35.000 - IR: 7.500 | - US: Platino - CAN: Platino - UK: Platino - FRA: Oro - AUS: Oro - IR: Oro |
| 2013 | Magna Carta... Holy Grail - Pubblicato: 4 luglio 2013 - Etichette: Roc-A-Fella/Roc Nation/The Island Def Jam Music Group | 1                  | 1                  | 1                  | 1                  | - US: 2.000.000 - CAN: 80.000 - UK: 100.000                                          | - US: 2xPlatino - CAN: Platino - UK: Oro                                   |
| 2017 | 4:44 - Pubblicato: 30 luglio 2017 - Etichetta: Roc Nation                                                                | 1                  | 1                  | 1                  | 3                  | - US: 1.000.000 - UK: 60.000                                                         | - US: Platino - UK: Argento                                                |

### Compilation
| Anno | Title | Posizione più alta | Posizione più alta | Posizione più alta |
| Anno | Title | U.S. top 200       | U.S. R&B           | CAN                |
| ---- | --- | ------------------ | ------------------ | ------------------ |
| 2002 | Chapter One: Greatest Hits - Pubblicato: 11 marzo 2002 - Etichetta: BMG (Germania) (Giappone) Northwestside Records (GB) | —                  | —                  | —                  |
| 2003 | Blueprint 2.1 - Pubblicato: 8 aprile 2003 - Etichetta: Roc-A-Fella/Island Def Jam Music Group                            | 17                 | 6                  | —                  |
| 2003 | Bring It On: The Best of Jay-Z - Pubblicato: 25 novembre 2003 - Etichetta: BMG (Giappone) Camden Records (U.K.)          | —                  | —                  | —                  |
| 2006 | Greatest Hits - Pubblicato: 25 settembre 2006 - Etichetta: Sony BMG (U.K.)                                               | —                  | —                  | —                  |
| 2009 | The Blueprint Collectors Edition - Pubblicato: 11 settembre 2009 - Etichetta: Roc-A-Fella/Island Def Jam Music Group     | 30                 | 6                  | —                  |
| 2010 | Jay-Z: The Hits Collection, Volume One - Pubblicato: 22 novembre 2010 - Etichetta: Roc-A-Fella/Def Jam                   | 43                 | 11                 | 27                 |

### Album live
| Anno | Title                                                                                            | Posizione più alta | Posizione più alta | Posizione più alta |
| Anno | Title                                                                                            | U.S. top 200       | U.S. R&B           | CAN                |
| ---- | ------------------------------------------------------------------------------------------------ | ------------------ | ------------------ | ------------------ |
| 2001 | MTV Unplugged - Pubblicato: 18 dicembre 2001 - Etichetta: Roc-A-Fella/Island Def Jam Music Group | 31                 | 8                  | —                  |

### Album in collaborazione
| Anno | Title | Posizione più alta | Posizione più alta | Posizione più alta | Certificazioni | Vendite |
| Anno | Title | U.S. top 200       | U.S. R&B           | CAN                | Certificazioni | Vendite |
| ---- | --- | ------------------ | ------------------ | ------------------ | --- | --- |
| 1998 | Streets Is Watching (soundtrack) - Pubblicato: 5 maggio 1998 - Etichetta: Roc-A-Fella/Def Jam/Universal Records | 27                 | 3                  | —                  | - US: Platino | - US: 1.000.000 |
| 2002 | The Best of Both Worlds (con R. Kelly) - Pubblicato: 26 marzo 2002 - Etichetta: Roc-A-Fella/Def Jam             | 2                  | 1                  | 19                 | - US: Platino - FRA: Oro | - US: 1.000.000 - FR: 100.000 |
| 2004 | Unfinished Business (con R. Kelly) - Pubblicato: 26 ottobre 2004 - Etichetta: Roc-A-Fella/Def Jam               | 1                  | 1                  | —                  | - US: Platino | - US: 1.000.000 |
| 2004 | Collision Course (con Linkin Park) - Pubblicato: 30 novembre 2004 - Etichetta: Roc-A-Fella/Def Jam              | 1                  | 3                  | 6                  | - BR: Oro - AUS: Platino - UK: Platino - CAN: 2x Platino - IT: Platino - AUT: Oro - DEN: Oro - GER: Platino - SWI: Platino - IRE: 2xPlatino - US: 2xPlatino - NZ: Platino - FRA: Oro | - BR: 50.000 - AUS: 70.000 - Regno Unito: 100.000 - CAN: 200.000 - IT: 50.000 - AUT: 15.000 - DEN: 20.000 - GER: 200.000 - SWI: 40.000 - IRE: 30.000 - US: 2.000.000 - NZ: 15.000 - FRA: 100.000 |
| 2011 | Watch the Throne (con Kanye West) - Pubblicato: 12 agosto 2011 - Etichetta: Roc-A-Fella/Roc Nation/Def Jam      | 1                  | 1                  | 2                  | - US: 5xPlatino - CAN: Platino - UK: Platino - AUS: Platino - SWE: Oro | - US: 5.000.000 - CAN: 80.000 - UK: 100.000 - AUS: 70.000 - SWE: 20.000 |

## Singoli

### Come artista principale
| Anno | Singolo                                                          | Posizione più alta | Posizione più alta | Posizione più alta | Posizione più alta | Posizione più alta | Posizione più alta | Posizione più alta | Posizione più alta | Posizione più alta | Posizione più alta | Album                                |
| Anno | Singolo                                                          | US                 | US R&B             | US Rap             | AUS                | CAN                | FRA                | GER                | IRE                | NZ                 | UK                 | Album                                |
| ---- | ---------------------------------------------------------------- | ------------------ | ------------------ | ------------------ | ------------------ | ------------------ | ------------------ | ------------------ | ------------------ | ------------------ | ------------------ | ------------------------------------ |
| 1995 | In My Lifetime                                                   | —                  | —                  | —                  | —                  | —                  | —                  | —                  | —                  | —                  | —                  | non-album single                     |
| 1996 | Ain't No Nigga/Dead Presidents (featuring Foxy Brown)            | 50                 | 17                 | 4                  | —                  | —                  | —                  | —                  | —                  | —                  | 31                 | Reasonable Doubt                     |
| 1996 | Can't Knock the Hustle (featuring Mary J. Blige)                 | 73                 | 35                 | 7                  | —                  | —                  | —                  | —                  | —                  | —                  | 30                 | Reasonable Doubt                     |
| 1997 | Feelin' It (featuring Mecca)                                     | 79                 | 66                 | 13                 | —                  | —                  | —                  | —                  | —                  | —                  | —                  | Reasonable Doubt                     |
| 1997 | Who You Wit II                                                   | 84                 | 25                 | 18                 | —                  | —                  | —                  | —                  | —                  | —                  | 65                 | In My Lifetime, Vol. 1               |
| 1997 | (Always Be My) Sunshine (featuring Babyface & Foxy Brown)        | 95                 | 37                 | 16                 | —                  | —                  | —                  | 18                 | —                  | —                  | 25                 | In My Lifetime, Vol. 1               |
| 1997 | Wishing on a Star (featuring Gwen Dickey)                        | —                  | —                  | —                  | —                  | —                  | —                  | —                  | —                  | —                  | 13                 | In My Lifetime, Vol. 1               |
| 1998 | The City Is Mine (featuring Blackstreet)                         | 52                 | 37                 | 14                 | —                  | —                  | —                  | —                  | —                  | —                  | 38                 | In My Lifetime, Vol. 1               |
| 1998 | It's Alright (featuring Memphis Bleek)                           | 61                 | 32                 | 9                  | —                  | —                  | —                  | —                  | —                  | —                  | —                  | Streets Is Watching (colonna sonora) |
| 1998 | Love for Free                                                    | 86                 | 28                 | —                  | —                  | —                  | —                  | —                  | —                  | —                  | —                  | Streets Is Watching (colonna sonora) |
| 1998 | Can I Get a... (featuring Amil & Ja Rule)                        | 19                 | 6                  | 22                 | —                  | 30                 | 23                 | 12                 | —                  | —                  | 24                 | Vol. 2: Hard Knock Life              |
| 1998 | Hard Knock Life (Ghetto Anthem)                                  | 15                 | 10                 | 2                  | 31                 | 19                 | 21                 | 5                  | 9                  | 10                 | 2                  | Vol. 2: Hard Knock Life              |
| 1999 | Money, Cash, Hoes (featuring DMX)                                | —                  | 36                 | 19                 | —                  | —                  | —                  | —                  | —                  | —                  | —                  | Vol. 2: Hard Knock Life              |
| 1999 | Nigga What, Nigga Who (Originator 99) (featuring Jaz-O & Amil)   | 84                 | 23                 | —                  | —                  | —                  | —                  | —                  | —                  | —                  | —                  | Vol. 2: Hard Knock Life              |
| 1999 | Jigga My Nigga                                                   | 28                 | 6                  | 2                  | —                  | —                  | —                  | —                  | —                  | —                  | —                  | Vol. 3: Life and Times of S. Carter  |
| 1999 | Girl's Best Friend (featuring Mashonda)                          | 52                 | 19                 | —                  | —                  | —                  | —                  | —                  | —                  | —                  | —                  | Vol. 3: Life and Times of S. Carter  |
| 1999 | Do It Again (Put Ya Hands Up) (featuring Beanie Sigel & Amil)    | 65                 | 17                 | 9                  | —                  | —                  | —                  | —                  | —                  | —                  | —                  | Vol. 3: Life and Times of S. Carter  |
| 2000 | Anything                                                         | 55                 | 19                 | 9                  | —                  | —                  | —                  | —                  | —                  | —                  | 18                 | Vol. 3: Life and Times of S. Carter  |
| 2000 | Big Pimpin' (featuring UGK)                                      | 18                 | 6                  | 3                  | —                  | 9                  | —                  | —                  | —                  | —                  | 10                 | Vol. 3: Life and Times of S. Carter  |
| 2000 | Hey Papi (featuring Memphis Bleek & Amil)                        | 73                 | 16                 | 12                 | —                  | —                  | —                  | —                  | —                  | —                  | —                  | Nutty Professor II (soundtrack)      |
| 2000 | I Just Wanna Love U (Give It 2 Me) (featuring Pharrell)          | 11                 | 3                  | 4                  | —                  | —                  | —                  | —                  | —                  | —                  | 17                 | The Dynasty: Roc La Familia          |
| 2001 | Change the Game (featuring Beanie Sigel, Memphis Bleek & Static) | 86                 | 29                 | 10                 | —                  | —                  | —                  | —                  | —                  | —                  | —                  | The Dynasty: Roc La Familia          |
| 2001 | Guilty Until Proven Innocent (featuring R. Kelly)                | 82                 | 29                 | 12                 | —                  | —                  | —                  | —                  | —                  | —                  | —                  | The Dynasty: Roc La Familia          |
| 2001 | Izzo (H.O.V.A.)                                                  | 8                  | 4                  | 7                  | 23                 | 20                 | —                  | —                  | —                  | —                  | 21                 | The Blueprint                        |
| 2001 | Girls, Girls, Girls                                              | 15                 | 4                  | 9                  | —                  | 8                  | —                  | —                  | —                  | —                  | 11                 | The Blueprint                        |
| 2002 | Jigga That Nigga                                                 | 66                 | 27                 | 7                  | —                  | —                  | —                  | —                  | —                  | —                  | —                  | The Blueprint                        |
| 2002 | '03 Bonnie & Clyde (featuring Beyoncé)                           | 4                  | 5                  | 2                  | 2                  | 4                  | 25                 | 6                  | 12                 | 4                  | 2                  | The Blueprint²: The Gift & the Curse |
| 2002 | Excuse Me Miss (featuring Pharrell)                              | 8                  | 2                  | 2                  | 38                 | 10                 | —                  | —                  | —                  | —                  | 17                 | The Blueprint²: The Gift & the Curse |
| 2003 | Change Clothes (featuring Pharrell)                              | 10                 | 6                  | 4                  | 46                 | 18                 | —                  | —                  | —                  | —                  | 32                 | The Black Album                      |
| 2004 | Dirt Off Your Shoulder                                           | 5                  | 3                  | 2                  | —                  | 6                  | —                  | —                  | 23                 | —                  | 12                 | The Black Album                      |
| 2004 | 99 Problems                                                      | 30                 | 26                 | 10                 | —                  | —                  | —                  | —                  | —                  | —                  | 12                 | The Black Album                      |
| 2006 | Show Me What You Got                                             | 8                  | 3                  | 4                  | —                  | 31                 | —                  | —                  | —                  | 38                 | 38                 | Kingdom Come                         |
| 2006 | Lost One (featuring Chrisette Michele)                           | 58                 | 19                 | 10                 | —                  | —                  | —                  | —                  | —                  | —                  | —                  | Kingdom Come                         |
| 2007 | 30 Something                                                     |                    | 21                 | 13                 | —                  | —                  | —                  | —                  | —                  | —                  | —                  | Kingdom Come                         |
| 2007 | Hollywood (featuring Beyoncé)                                    | —                  | 56                 | 21                 | —                  | —                  | —                  | —                  | —                  | —                  | —                  | Kingdom Come                         |
| 2007 | Blue Magic (featuring Pharrell)                                  | 55                 | 31                 | 17                 | —                  | 69                 | —                  | —                  | —                  | —                  | —                  | American Gangster                    |
| 2007 | Roc Boys (And the Winner Is)...                                  | 63                 | 15                 | 8                  | —                  | —                  | —                  | —                  | —                  | —                  | 117                | American Gangster                    |
| 2007 | I Know (featuring Pharrell)                                      |                    | 26                 | 11                 | —                  | —                  | —                  | —                  | —                  | —                  | —                  | American Gangster                    |
| 2009 | D.O.A. (Death of Auto-Tune)                                      | 24                 | 43                 | 15                 | —                  | —                  | —                  | —                  | —                  | —                  | 79                 | The Blueprint 3                      |
| 2009 | Run This Town (featuring Kanye West & Rihanna)                   | 2                  | 3                  | 1                  | 9                  | 6                  | —                  | 17                 | 3                  | 9                  | 1                  | The Blueprint 3                      |
| 2009 | Empire State of Mind (featuring Alicia Keys)                     | 1                  | 1                  | 1                  | 4                  | 3                  | 8                  | 11                 | 2                  | 6                  | 2                  | The Blueprint 3                      |
| 2009 | On to the Next One (featuring Swizz Beatz)                       | 37                 | 9                  | 6                  | —                  | 58                 | —                  | —                  | —                  | —                  | —                  | The Blueprint 3                      |
| 2010 | Young Forever (featuring Mr Hudson & The Library)                | 41                 | —                  | 25                 | 39                 | 54                 | —                  | —                  | 11                 | 37                 | 10                 | The Blueprint 3                      |
| 2011 | H•A•M (featuring Kanye West)                                     | 23                 | 24                 | 15                 | —                  | 47                 | —                  | —                  | —                  | —                  | 30                 | Watch the Throne                     |
| 2011 | Otis (featuring Kanye West & Otis Redding)                       | 12                 | 2                  | 2                  | —                  | 37                 | —                  | —                  | —                  | —                  | 28                 | Watch the Throne                     |
| 2011 | Lift Off (featuring Kanye West)                                  | —                  | —                  | —                  | —                  | —                  | —                  | —                  | —                  | —                  | 48                 | Watch the Throne                     |
| 2011 | Niggas in Paris (featuring Kanye West)                           | 5                  | 1                  | 1                  | —                  | 16                 | —                  | 40                 | —                  | 38                 | 10                 | Watch the Throne                     |
| 2011 | Why I Love You (featuring Kanye West & Mr. Hudson)               | —                  | —                  | —                  | —                  | —                  | —                  | —                  | —                  | —                  | 87                 | Watch the Throne                     |
| 2011 | Gotta Have It (featuring Kanye West)                             | 69                 | 14                 | 13                 | —                  | —                  | —                  | —                  | —                  | —                  | —                  | Watch the Throne                     |
| 2012 | Glory (featuring B.I.C.)                                         | 69                 | 14                 | 13                 | —                  | —                  | —                  | —                  | —                  | —                  | —                  | non-album single                     |
| 2012 | No Church in the Wild (featuring Kanye West & Frank Ocean)       | 72                 | 31                 | 20                 | —                  | 92                 | —                  | —                  | —                  | —                  | 37                 | Watch the Throne                     |
| 2012 | Clique (featuring Kanye West & Big Sean)                         | 12                 | 2                  | 3                  | —                  | 17                 | —                  | —                  | —                  | —                  | 22                 | Cruel Summer                         |
| 2013 | Holy Grail (featuring Justin Timberlake)                         | 4                  | 2                  | 1                  | —                  | 13                 | —                  | 24                 | —                  | 24                 | 7                  | Magna Carta... Holy Grail            |
| 2013 | Tom Ford (featuring Justin Timberlake)                           | 39                 | 11                 | 8                  | —                  | —                  | —                  | —                  | —                  | —                  | 164                | Magna Carta... Holy Grail            |
| 2014 | Part II (On the Run) (featuring Béyonce)                         | 77                 | 19                 | 15                 | —                  | —                  | —                  | —                  | —                  | —                  | 93                 | Magna Carta... Holy Grail            |
| 2017 | 4:44                                                             | 35                 | 15                 | 11                 | —                  | 69                 | —                  | —                  | —                  | —                  | 73                 | 4:44                                 |
| 2017 | Bam (featuring Damian Marley)                                    | 47                 | —                  | —                  | —                  | —                  | —                  | —                  | —                  | —                  | 76                 | 4:44                                 |

### Come artista ospite
| Anno | Singolo                                                                                                   | Posizione più alta | Posizione più alta | Posizione più alta | Posizione più alta | Posizione più alta | Album                             |
| Anno | Singolo                                                                                                   | US                 | US R&B             | US Rap             | UK                 | CAN                | Album                             |
| ---- | --- | ------------------ | ------------------ | ------------------ | ------------------ | ------------------ | --------------------------------- |
| 1989 | Hawaiian Sophie (Jaz-O featuring Jay-Z)                                                                   | —                  | —                  | —                  | —                  | —                  | A Word to the Jaz                 |
| 1994 | "Show & Prove" (Big Daddy Kane featuring Scoob Lover, Sauce Money, Shyheim, Jay-Z, and Ol' Dirty Bastard) | —                  | —                  | —                  | —                  | —                  | Daddy's Home                      |
| 1995 | Da Graveyard (Big L featuring Lord Finesse, Microphone Nut, Jay-Z, Party Arty & Y.U.)                     | —                  | —                  | —                  | —                  | —                  | Lifestylez ov da Poor & Dangerous |
| 1995 | Time to Build (Mic Geronimo featuring DMX, Ja Rule, and Jay-Z)                                            | —                  | —                  | —                  | —                  | —                  | The Natural                       |
| 1996 | I'll Be (Foxy Brown featuring Jay-Z)                                                                      | 7                  | 5                  | 2                  | 9                  | —                  | Ill Na Na                         |
| 1997 | "I Love the Dough" (The Notorious B.I.G. featuring Jay-Z)                                                 | —                  | —                  | —                  | —                  | —                  | Life After Death                  |
| 1997 | "Young G's" (Puff Daddy & The Notorious B.I.G. featuring Jay-Z)                                           | —                  | —                  | —                  | —                  | —                  | No Way Out                        |
| 1997 | Single Life (Mic Geronimo featuring Carl Thomas and Jay-Z)                                                | —                  | —                  | —                  | —                  | —                  | Vendetta                          |
| 1998 | Money Ain't a Thang (Jermaine Dupri featuring Jay-Z)                                                      | 52                 | 10                 | 28                 | —                  | —                  | Life in 1472                      |
| 1999 | Heartbreaker (Mariah Carey featuring Jay-Z)                                                               | 1                  | 1                  | —                  | 5                  | 1                  | Rainbow                           |
| 2000 | Get Down With Me (Spice Girls with backing-vocal of Jay-Z)                                                | —                  | —                  | —                  | 187                | —                  | Forever                           |
| 2000 | 4 Da Fam (Amil featuring Jay-Z, Beanie Sigel & Memphis Bleek)                                             | —                  | 99                 | —                  | —                  | —                  | All Money Is Legal                |
| 2000 | "Best of Me (Holla Remix)" (Mýa featuring Jay-Z)                                                          | —                  | 55                 | —                  | —                  | —                  | Backstage: A Hard Knock Life      |
| 2001 | Fiesta (Remix) (R. Kelly featuring Jay-Z)                                                                 | 6                  | 1                  | —                  | 23                 | —                  | TP-2.com                          |
| 2001 | "Bonafide" (O.C. featuring Jay-Z)                                                                         | —                  | —                  | —                  | —                  | —                  | Bon Appetit                       |
| 2002 | Guess Who's Back (Scarface featuring Jay-Z & Beanie Sigel)                                                | 78                 | 22                 | 10                 | —                  | —                  | The Fix                           |
| 2003 | "What We Do" (Freeway featuring Jay-Z & Beanie Sigel)                                                     | 97                 | 47                 | —                  | —                  | —                  | Philadelphia Freeway              |
| 2003 | Frontin' (Pharrell featuring Jay-Z)                                                                       | 5                  | 1                  | 1                  | 6                  | 9                  | The Neptunes Present... Clones    |
| 2003 | Crazy in Love (Beyoncé featuring Jay-Z)                                                                   | 1                  | 1                  | —                  | 1                  | 2                  | Dangerously in Love               |
| 2005 | Go Crazy (Young Jeezy featuring Jay-Z)                                                                    | 103                | 22                 | 22                 | —                  | —                  | Let's Get It: Thug Motivation 101 |
| 2006 | Get Throwed (Bun B featuring Pimp C, Young Jeezy, Z-Ro, & Jay-Z)                                          | —                  | 49                 | 24                 | —                  | —                  | Trill                             |
| 2006 | Upgrade U (Beyoncé featuring Jay-Z)                                                                       | 59                 | 11                 | —                  | —                  | —                  | B'Day                             |
| 2006 | Déjà vu (Beyoncé featuring Jay-Z)                                                                         | 4                  | 1                  | —                  | 1                  | 12                 | B'Day                             |
| 2007 | Umbrella (Rihanna featuring Jay-Z)                                                                        | 1                  | 4                  | —                  | 1                  | 1                  | Good Girl Gone Bad                |
| 2008 | Swagga like Us (T.I. featuring Jay-Z, Lil Wayne, & Kanye West)                                            | 5                  | 11                 | 4                  | 33                 | 19                 | Paper Trail                       |
| 2008 | Mr. Carter (Lil Wayne featuring Jay-Z)                                                                    | 62                 | 27                 | 14                 | —                  | 75                 | Tha Carter III                    |
| 2010 | I'm Ill (Red Cafe featuring Fabolous and Jay-Z)                                                           | —                  | 74                 | —                  | —                  | —                  | Red October                       |
| 2010 | Hot Tottie (Usher featuring Jay-Z)                                                                        | 21                 | 9                  | —                  | —                  | 62                 | Versus                            |
| 2010 | Monster (Kanye West featuring Jay-Z, Rick Ross, Bon Iver & Nicki Minaj)                                   | 18                 | 30                 | 15                 | —                  | 43                 | My Beautiful Dark Twisted Fantasy |

### Collaborazioni
| Anno | Singolo                                                   | Posizione più alta | Posizione più alta | Posizione più alta | Posizione più alta | Posizione più alta | Album               |
| Anno | Singolo                                                   | U.S. Hot 100       | U.S. R&B           | U.S. Rap           | UK                 | CAN                | Album               |
| ---- | --------------------------------------------------------- | ------------------ | ------------------ | ------------------ | ------------------ | ------------------ | ------------------- |
| 2002 | Honey (con R. Kelly)                                      | —                  | —                  | —                  | 35                 | —                  | Best of Both Worlds |
| 2004 | Big Chips (con R. Kelly)                                  | 39                 | 17                 | 14                 | —                  | —                  | Unfinished Business |
| 2004 | Numb/Encore (con i Linkin Park)                           | 20                 | 94                 | —                  | 14                 | —                  | Collision Course    |
| 2010 | Stranded (Haiti Mon Amour) (con Bono, The Edge & Rihanna) | 16                 | —                  | —                  | 41                 | 6                  | Hope for Haiti Now  |